# گانادو (آریزونا)
گانادو (به انگلیسی: Ganado) یک منطقهٔ مسکونی در ایالات متحده آمریکا است که در شهرستان آپاچی، آریزونا واقع شده‌است. گانادو ۲۳٫۷۰ کیلومتر مربع مساحت و ۱٬۳۱۴ نفر جمعیت دارد و ۱٬۹۴۶ متر بالاتر از سطح دریا واقع شده‌است.